# Gobernador Etchevehere
Gobernador Luis F. Etchevehere (también conocida como Estación Gobernador Etchevehere o Las Delicias) es una localidad y comuna de 2ª categoría del distrito Sauce del departamento Paraná, en la provincia de Entre Ríos, República Argentina. 
La población de la localidad, es decir sin considerar el área rural, era de 125 personas en 1991 y de 210 en 2001. La población de la jurisdicción de la junta de gobierno era de 372 habitantes en 2001.
La junta de gobierno fue creada por decreto 4231/1975 MGJE de 6 de octubre de 1975. Los límites jurisdiccionales de la junta de gobierno fueron ampliados por decreto 2376/1985 MGJE del 12 de julio de 1985 y fue elevada a la categoría II por decreto 3692/2001 MGJ del 3 de octubre de 2001.

## Comuna
La reforma de la Constitución de la Provincia de Entre Ríos que entró en vigencia el 1 de noviembre de 2008 dispuso la creación de las comunas, lo que fue reglamentado por la Ley de Comunas n.º 10644, sancionada el 28 de noviembre de 2018 y promulgada el 14 de diciembre de 2018. La ley dispuso que todo centro de población estable que en una superficie de al menos 75 km² contenga entre 400 y 700 habitantes, constituye una comuna de 2ª categoría. La Ley de Comunas fue reglamentada por el Poder Ejecutivo provincial mediante el decreto 110/2019 de 12 de febrero de 2019, que declaró el reconocimiento ad referéndum del Poder Legislativo de 21 comunas de 2ª categoría con efecto a partir del 11 de diciembre de 2019, entre las cuales se halla Gobernador Etchevehere. La comuna está gobernada por un departamento ejecutivo y por un consejo comunal de 6 miembros, cuyo presidente es a la vez el presidente comunal. Sus primeras autoridades fueron elegidas en las elecciones de 9 de junio de 2019.

## Estación ferroviaria
El 30 de junio de 1875 se habilitó la conexión ferroviaria a través de la línea que luego se integraría en el Ferrocarril General Urquiza con las ciudades de Paraná, Nogoyá y Rosario del Tala.
Durante el gobierno justicialista de Carlos Menem los ramales ferroviarios de Entre Ríos fueron abandonados. En 2002 el gobernador Sergio Montiel reacondicionó y puso en marcha los primeros ramales recuperados de la provincia. A partir de marzo de 2010, el tren volvió a unir Concepción del Uruguay y Paraná pasando por 24 localidades entrerrianas del ramal Paraná - Basavilbaso - Concepción del Uruguay. El servicio cuenta con dos frecuencias semanales.
El 19 de diciembre de 2009 se realizó un viaje de prueba, con la presencia del entonces gobernador de la provincia Sergio Urribarri. 
Fue la primera vez en 18 años que vuelve a pasar el tren en la Estación Gobernador Etchevehere.